# Instituto Politécnico do Cávado e do Ave
O Instituto Politécnico do Cávado e Ave (IPCA) é uma instituição do ensino superior público português, criado em 1994, pelo Decreto-Lei 304/94 de 19 de Dezembro. Oferece cursos de licenciatura, mestrados, especialização tecnológica, pós-graduação, em regime diurno e pós-laboral. Constituído por quatro escolas, Escola Superior de Gestão, Escola Superior de Tecnologia, Escola Superior de Design, Escola Superior de Hotelaria e Turismo e cinco Pólos, em Braga, Guimarães, Famalicão, Esposende e Vila Verde onde funcionam os Cursos Técnicos Superiores Profissionais (CTeSP). O IPCA é uma Instituição de ensino superior público que realiza atividades nos domínios de formação graduada e pós-graduada, com a preparação de profissionais com elevado nível de qualidade.

## Escolas
- ESG - Escola Superior de Gestão de Barcelos
- EST - Escola Superior de Tecnologia de Barcelos
- ESD - Escola Superior de Design de Barcelos
- ESHT - Escola Superior de Hotelaria e Turismo

## Unidades de Investigação
- CICF - Centro de Investigação em Contabilidade e Fiscalidade
- Digital Games Research Center

## Evolução
- 19 de Dezembro de 1994 é criado o Instituto Politécnico do Cávado e Ave.
- Em Outubro de 1996 inicia-se a actividade lectiva.
- No Ano lectivo de 2008 Escola Superior de Gestão tem novas instalações no Campus do IPCA, sendo que no ano seguinte junta-se Escola Superior de Tecnologia (EST) no campus.
- Em 2007, foi criado o Centro de Investigação em Contabilidade e Fiscalidade do IPCA, tendo sido reconhecido oficialmente pela Fundação para a Ciência e Tecnologia (FCT) em 2007.
- Em 2013, foi inaugurado o Laboratório de Jogos Digitais, o Laboratório de Electrónica para Automação e Robótica, e outros espaços adjacentes.
- Em 2015, foi criada a Escola Superior de Design, a mais recente unidade orgânica do Instituto Politécnico do Cávado e do Ave.
- Em 2015, foi inaugurado um novo edifício no Campus do IPCA – o Praxis XXI – onde funciona o Centro de Investigação Técnico-Científico do Cávado e do Ave
- Em 2015, foi inaugurado os pólos em Braga e Guimarães para os CETS
- Em 2017 o curso de Design Gráfico ganha pela primeira vez o tão conceituado Cortejo Académico.
- Em 2017, foi criada a Escola Superior de Hotelaria e Turismo
- Em 2017, foi inaugurado o acesso pedonal que ligará o campus do IPCA ao centro da cidade de Barcelos
- Em 2017, foi inaugurado o acesso rodoviário que ligará o IPCA à circular de Barcelos
- Em 2018, o curso de Gestão de Atividades Turísticas ganha o conceituado Cortejo Académico.
- Em 2018, foi aprovada, através de Decreto-Lei, a transformação do IPCA em Fundação Pública com regime de direito privado
- Em 2022, inauguração do edifício da Escola Técnica Superior Profissional (ETeSP).

## Protocolos de cooperação Pedagógica
- Universidade do Minho
- Universidade de Trás-os-Montes e Alto Douro
- Universidade Portucalense Infante D. Henrique
- Julgados da Paz
- Associação Fiscal Portuguesa
- CCRN - Comissão de Coordenação da Região Norte
- Editora Rei Dos Livros
- ICAC - Indice de Contabilidad y Auditoria em Lenguas Ibéricas
- ZENDENSINO- Cooperativa de Ensino e Interesse Público de Responsabilidade Limitada
- Escola Profissional de Esposende
- Fundação das Universidades Portuguesas

## Membro
- AULP Associação das Universidades de Língua Portuguesa
- CCISP Conselho Coordenador dos Institutos Superiores Politécnicos
- APNOR Associação dos Institutos Superiores Politécnicos da Região Norte
- ADISPOR Associação dos Institutos Superiores Politécnicos Portugueses
- Academia das Ciências de Lisboa